# Canet-de-Salars
Canet-de-Salars é uma comuna francesa na região administrativa de Occitânia, no departamento de Aveyron. Estende-se por uma área de 29,97 km². Em 2010 a comuna tinha 448 habitantes (densidade: 14,9 hab./km²).